# پانهارد دینا زد

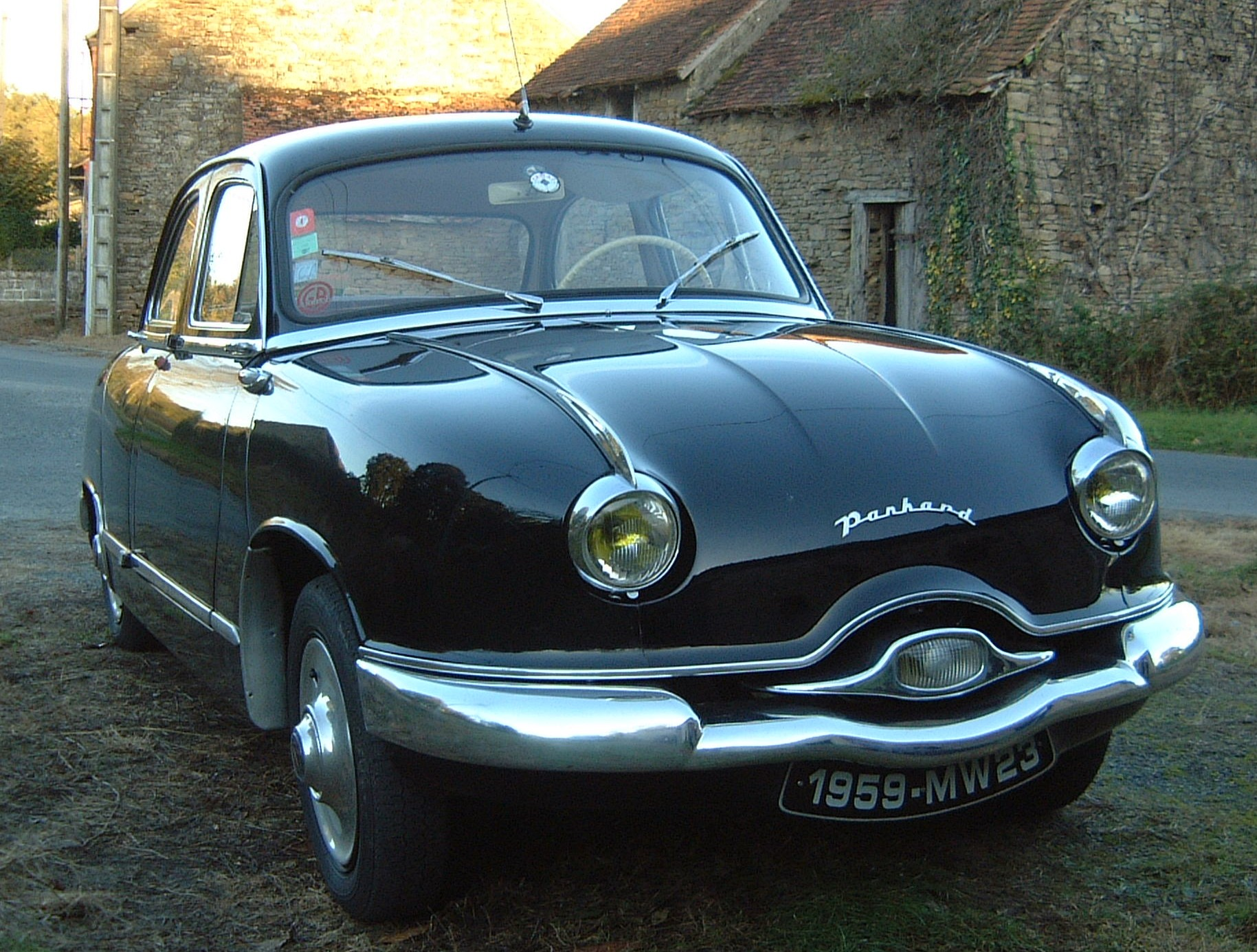

پانهارد دینا زد (Panhard Dyna Z) خودرویی است که در سال‌های ۱۹۵۴ تا ۱۹۵۹>approx ۱۴۰،۰۰۰ producedتولید شده‌است. طراحی آن موتور جلو و خودرو محور جلو بوده است. سیستم جعبه‌دندهٔ آن ۴ دنده به صورت دستی است.